# Ludmillenhof

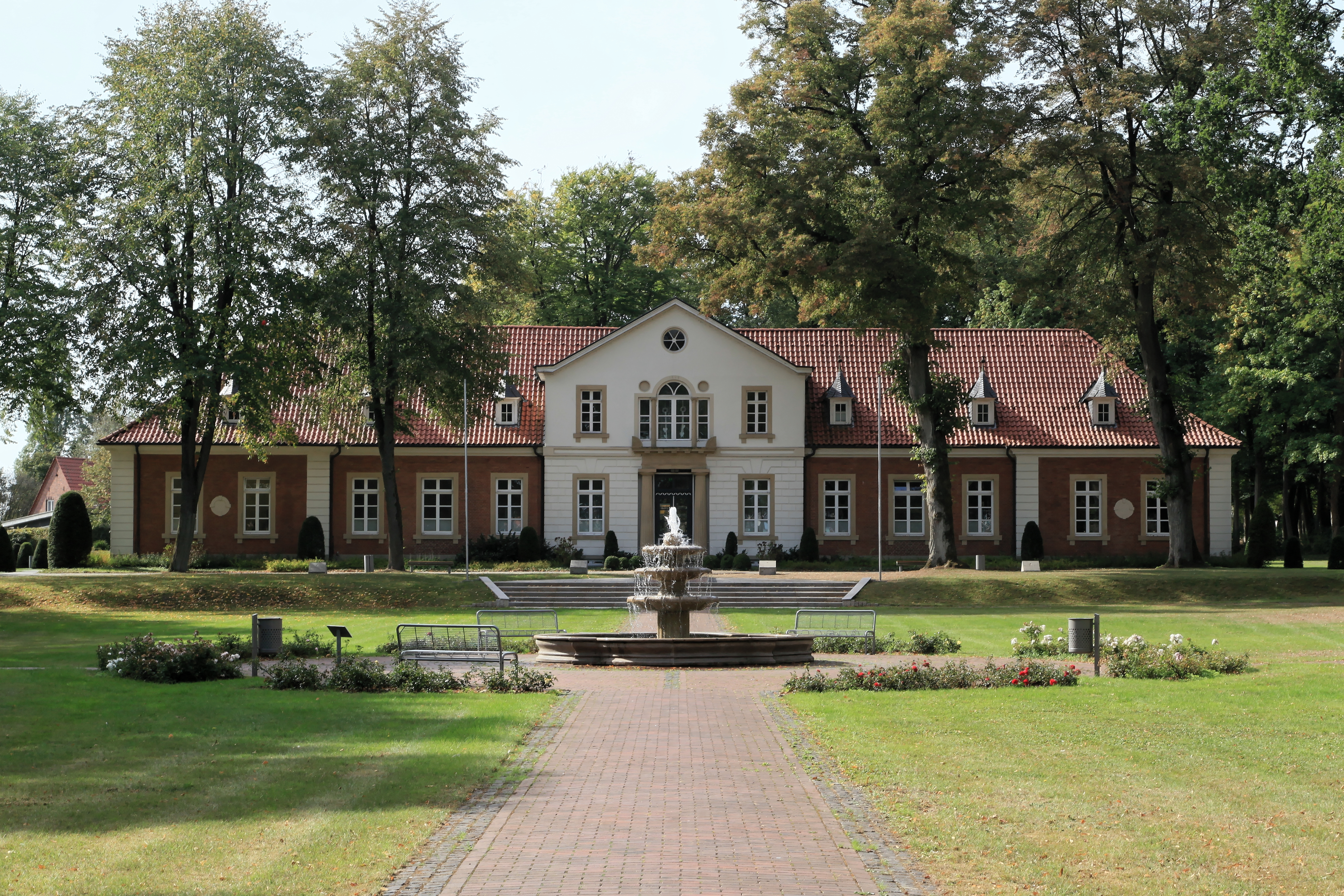
Ansicht von Nordosten

Der Ludmillenhof ist ein ehemaliges Amtshaus in Sögel, Landkreis Emsland, und seit 2004 Rathaus der Samtgemeinde Sögel. Es wurde von 1828 bis 1831 durch Josef Niehaus im Stil des Palladianismus erbaut.

## Geschichte

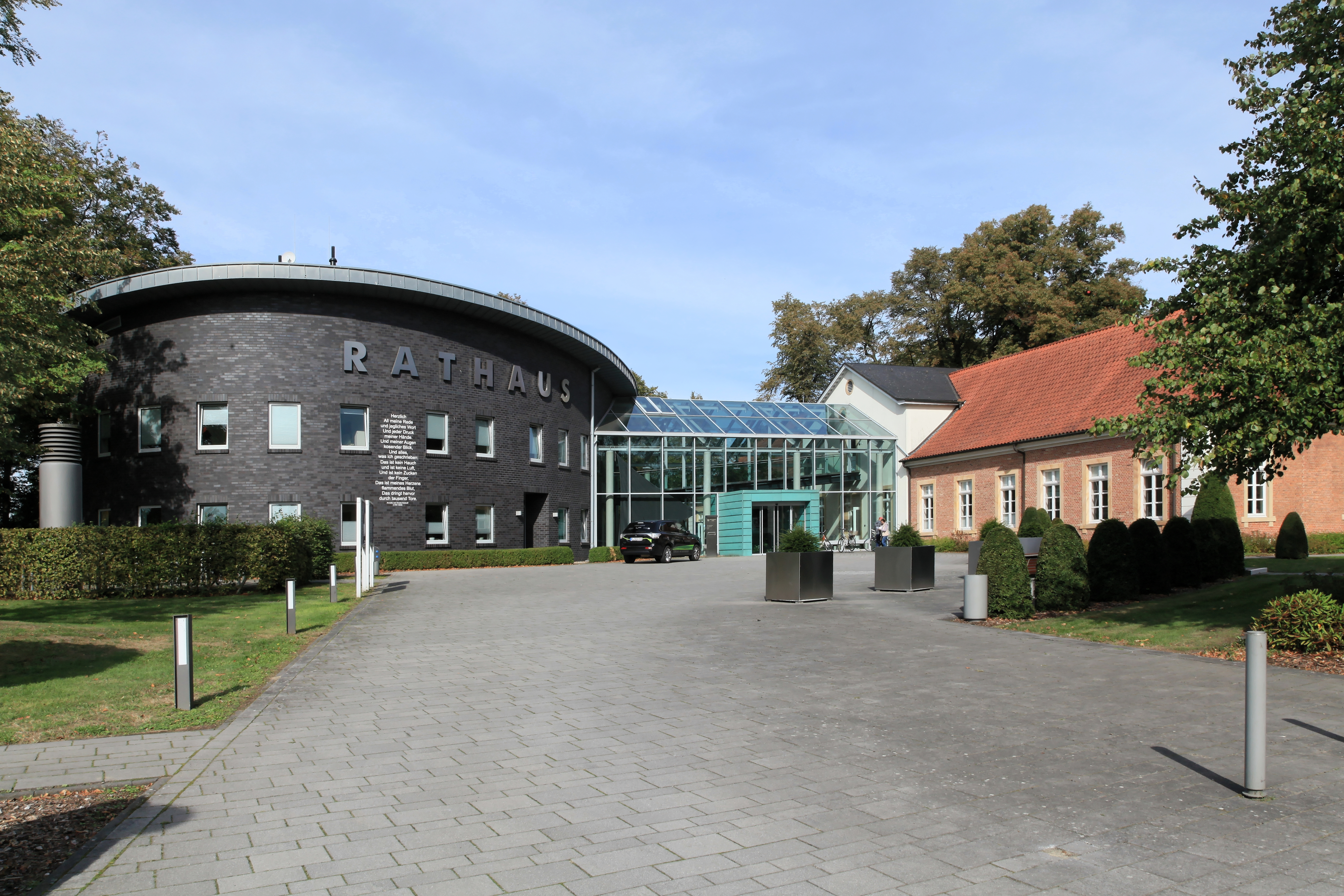
Rückseite mit Anbau

Der Standesherr des Herzogtums Arenberg-Meppen, Prosper Ludwig von Arenberg, beschloss 1828 den Bau eines neuen Amtshauses in Sögel. Der Architekt Josef Niehaus aus Haselünne, späterer Bauinspektor des Herzogtums, entwarf im selben Jahr die Baupläne.
Im Mai 1829 wurde der Grundstein gelegt und das Gebäude erhielt den Namen Ludmillenhof nach Ludmilla von Lobkowitz, der Ehefrau des Herzogs. Bereits vor der Fertigstellung zog im November 1830 der Amtmann Paulus Modestus Schücking mit seiner Familie in den Neubau. 1831 wurden die Bauarbeiten abgeschlossen. Im November 1831 verstarb dort die Dichterin Katharina Sibylla Schücking, Ehefrau des Amtmanns.
Der Ludmillenhof war zunächst Sitz des Amtes Hümmling im Herzogtum Arenberg-Meppen, das Teil der Landdrostei Osnabrück war. Nachdem das Königreich Hannover 1866 zur preußischen Provinz Hannover erklärt worden war, wurde der Ludmillenhof 1885 Landratsamt des neugegründeten Kreises Hümmling, bis dieser 1932 im Landkreis Aschendorf-Hümmling mit Sitz in Aschendorf aufging.
Im November 1934 eröffnete der Heimatbund Hümmling in den freigewordenen Räumlichkeiten ein Heimatmuseum, das bis 1943 bestand, als der Ludmillenhof zu einer Schulungsstätte der NSDAP umfunktioniert wurde.
Der 1977 neugebildete Landkreis Emsland betrieb im Ludmillenhof eine Nebenstelle mit Kraftfahrzeug-Zulassungsbehörde und Gesundheitsamt, die Ende Juli 1997 geschlossen wurde. Damit verlor der Ludmillenhof zunächst seine Funktion als Verwaltungsgebäude.
Da in den vergangenen Jahrhunderten verschiedene Um- und Anbauten vorgenommen worden waren, erfolgte ab 2003 eine Umgestaltung unter Rückbesinnung auf die ursprüngliche Planung des Baukörpers. Zudem wurde ein moderner Erweiterungsbau angefügt. Der Umbau wurde im August 2004 fertiggestellt. Seitdem dient der Gebäudekomplex als Rathaus der Samtgemeinde Sögel.

## Beschreibung

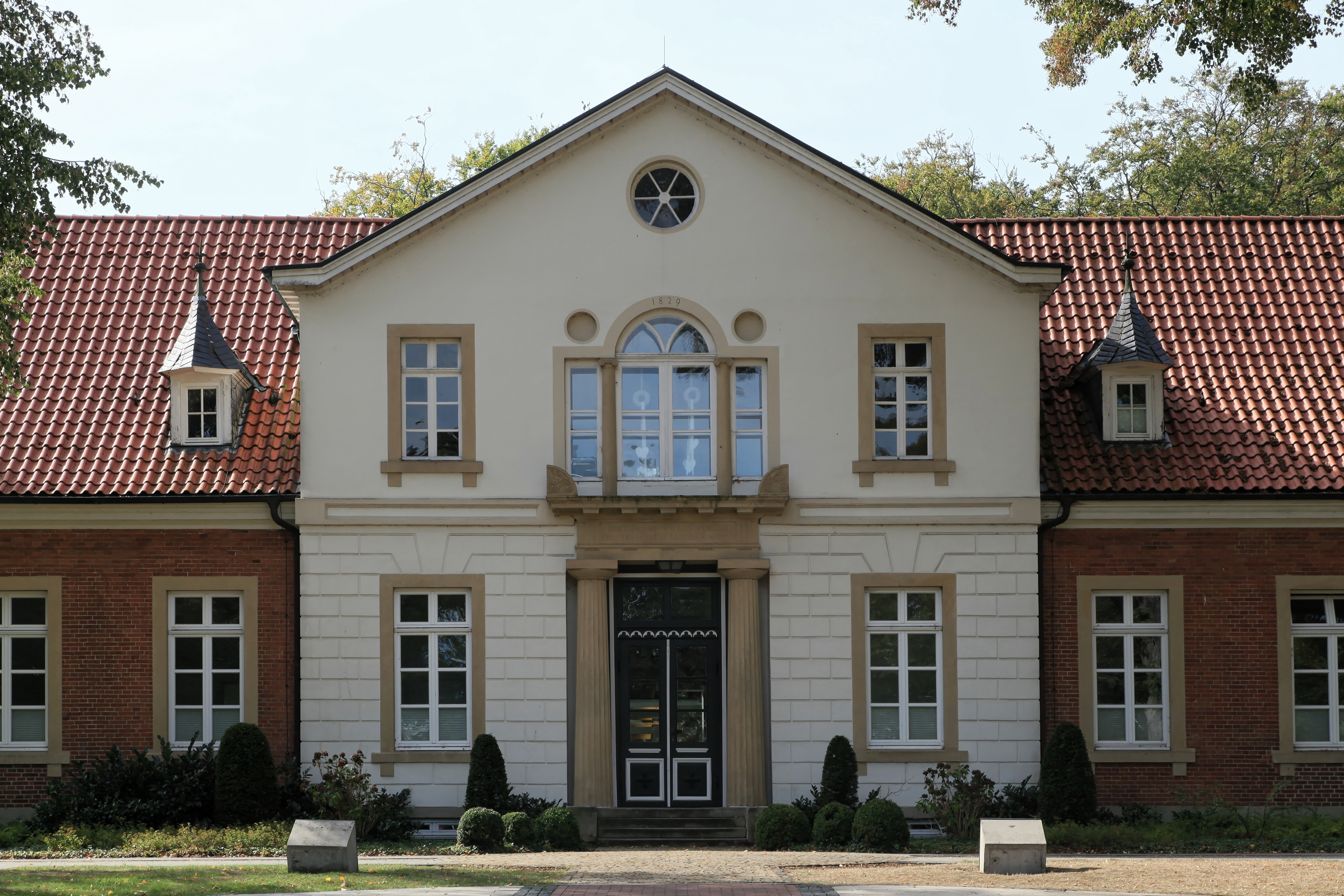
Detailansicht Mittelrisalit mit Säulenportal und Palladiofenster

Der Ludmillenhof als Bauensemble mit der umgebenden dreieckigen Parkanlage wurde im Stil des Palladianismus, einer Form des Klassizismus, gestaltet. Die Orientierung an Andrea Palladio wird auf den Einfluss Paulus Modestus Schückings zurückgeführt.
Der eingeschossige, massive Ziegelbau hat einen langrechteckigen Grundriss. Das Zentrum bildet ein zweigeschossiger Mittelrisalit, der aus verputztem Sandsteinquadern besteht. Das Portal im Mittelrisalit befindet sich zwischen zwei dorischen Säulen, darüber ein Architrav mit einer Widmungsinschrift. Im Obergeschoss schließt sich ein Palladiofenster an. Den Abschluss bildet ein Dreiecksgiebel.
Für das Portal, die Fensterumrandungen und andere Verzierungen wurde Gildehauser Sandstein verwendet. Das Dach ist mit Hohlpfannen gedeckt. Der Mittelrisalit hatte ursprünglich ein flacheres Kupferdach. Da sich diese Konstruktion als nicht haltbar erwies, wurde das Dach erhöht und mit Schiefer gedeckt.